# Курлан
Курлан —поселок в Старосахчинском сельском поселении Мелекесского района Ульяновской области.

## География
Находится на расстоянии примерно 7 километров на северо-восток по прямой от районного центра города Димитровград.

## История
В 1990-е годы отделение СПК «Бригадировский».  В конце 1980-х годов в поселке выделены были земли под индивидуальное жилищное строительство. Поселок приобрел дачный характер.

## Население
Население составляло 0 человек в 2002 году, 26 по переписи 2010 года.